# Пирол
Пирол е хетероциклично ароматно органично съединение, петатомен пръстен с молекулна формула C4H5N. Заместените производни се наричат също пироли, например C4H4NCH3 се нарича N-метилпирол. Порфобилиноген е тризаместен пирол, представляващ биосинтетичен прекурсор на множество природни продукти. За сравнение, шестатомни пръстени съдържащи един азотен атом се наричат пиридини.
Пиролите са компоненти на по-сложни макроцикли: порфиринът съдържащ се в хема, хлорини, бактериохлорини, хлорофил и пофириногени.

## Свойства
Пиролът има много ниска базичност в сравнение с обикновените амини и някои други ароматни съединения като пиридина. Тази понижена базичност се дължи на делокализацията на свободната електронна двойка при азотния атом в ароматния пръстен. Пиролът е много слаба основа с pKaH от около -4. Протонирането води до загуба на ароматност, следователно не е предпочитано. Подобно на много амини пиролът потъмнява изложен на въздух и светлина, поради което трябва да бъде дестилиран непосредствено преди употреба.
- Дестилация на пирол.
- Дестилиран пирол. Безцветен след пречистването от примеси, пример за такъв е полипиролът.

## Получаване
Пиролът се произвежда промишлено при обработката на фуран с амоняк при присъствие на катализатори твърди киселини.
Друг метод за синтез на пирол включва декарбоксилирането на амониев лигат, амониевата сол на лигавата киселина. Солта се нагрява разтворена в глицерол.

## Заместени пироли
Съществуват много методи за органичен синтез на пиролови производни. Класическите „именни реакции“ са пиролов синтез на Кнор, пиролов синтез на Ханч и синтез на Паал-Кнор. По-специализирани методи са дадени по-долу:
Пиролов синтез на Пилоти-Робинсън представлява взаимодействието на алдехид и хидразин. Продукът е пирол със специфични заместители на 3-та и 4-та позиции. Алдехидът взаимодейства с диамина до междинно съединение диимин (R–C=N−N=C–R), което при прибавяне на солна киселина дава затваряне на пръстена и отцепване на молекула амоняк до образуване на пирол.
При една такава модификация на тази реакция, пропионов алдехид се обработва първо с хидразин, а след това и с бензоилхлорид при висока температура и с помощта на микровълни:
При втората стъпка протича [3,3]сигматропна прегрупировка
Пиролът може да се полимеризира до полипирол.

## Реакционна способност
Водородният атом при азота е умерено киселинен с pKa 16,5. Пиролът може да се депротонира със силни основи като бутиллитий и натриев хидрид. Полученият алкален пиролид е нуклеофилен. Обработката на тази спрегната база с електрофил, например метил йодид(йодометан), дава N-метилпирол.
Резонансните структури на пирола предоставят вникване в реакционната способност на съединението. Подобно на фурана и тиофена, пиролът е по-реативоспособен в сравнение с бензена, по отношение на нуклеофилното ароматно заместване, тъй като е способен да стабилизира отрицателния заряд на междинния карбанион.
Пиролът встъпва в реакции на електрофилно ароматно заместване основно на 2-ра и 5-а позиции. Две такива реакции, които са особено важни за получаването на функционални пироли са реакцията на Маних и реакцията на Вилсмайер-Хаак  като всяка от двете е съвместима с множество пиролови субстрати.
Пиролите взаимодействат с алдехиди до образуване на порфирини. Например бензалдехид се кондензира с пирол, получавайки се тетрафенилпорфирин. Пироловите съединения могат също да участват в реакции на циклоприсъединяване (реакция на Дийлс-Алдер) при определни условия, като присъствие на катализатор Люйсова киселина, нагряване и/или високо налягане.
Пиролът полимеризира на светлина. Също, окисляващ агент като амониев персулфат, може да се използва, обикновено при 00C и тъмнина, за контрол на полимеризацията.

## Употреба
Пиролът няма съществено търговско приложение, но N-метилпиролът е прекурсор на N-метилпиролкарбоксилната киселина, използвана на широко във фармацевтичната химия.

## Аналози и производни
Структурни аналози на пирола са:
- Пиролин, частично наситен аналог с една двойна връзка
- Пиролидин, напълно наситеният (хидрогениран) аналог

Хетероатомни структурни аналози на пирола са:
- Фуран, кислороден аналог
- Тиофен, серен аналог
- Арсол, арсенов аналог
- Бисмол, бисмутов аналог
- Борол, борен аналог
- Галол, галиев аналог
- Гермол, германиев аналог
- Фосфол, фосфорен аналог
- Силол, силициев аналог
- Станол, калаен аналог
- Стилбол, антимонов аналог

Към производните на пирола спада и индола, който представлява пирол с кондензирано бензеново ядро.